# Anna (miniserie televisiva)
Anna è una miniserie televisiva italiana del 2021 creata da Niccolò Ammaniti.
La serie, composta da sei puntate, è basata sull'omonimo romanzo del 2015 di Ammaniti.

## Trama
Un'epidemia, "la Rossa", causata da un virus proveniente dal Belgio ha provocato la morte di tutti gli adulti. Solo i bambini ne sono immuni, fino al raggiungimento della pubertà. Anna è una ragazzina tredicenne che, dopo la morte della madre, cerca di proteggere in ogni modo il fratellino Astor. Per difenderlo da pericoli esterni lo tiene isolato nella casa di famiglia, mentre lei si allontana in cerca di cibo e provviste. Un giorno, Astor viene rapito da una banda di bambini, i "Blu". Anna è costretta a mettersi in viaggio alla ricerca del fratellino. Riesce a trovare il covo dei "Blu" e individua Astor tra i tanti bambini. A capo dei "Blu" ci sono dei ragazzi più grandi tinti di bianco per nascondere "la Rossa" che si sta ormai manifestando progressivamente sul loro corpo. Il leader del gruppo è Angelica, che legittima la propria autorità grazie alla promessa di una cura tramite la "Picciridduna", l'unica adulta rimasta viva perché ermafrodita (peculiarità che, in qualche modo, deve avere fermato il virus che si attiva attraverso gli ormoni) e che lei tiene prigioniera. Anna viene accolta nella villa dove vivono i Blu e i Bianchi, dopo aver passato con successo un provino simile alle audizioni di X Factor, viene scoperta mentre sta cercando di convincere Astor a fuggire con lei e, nel tentativo di scappare dai Blu, viene morsa da una vipera a una mano. Nonostante non sia necessario, la Picciridduna amputa il braccio ad Anna sotto ordine di Angelica. Astor si pente di non aver ascoltato la sorella e si riunisce in segreto con lei, che riesce a farlo scappare dicendogli di raggiungere Pietro. La Picciridduna, il cui vero nome è Katia, scopre che Angelica progetta di bruciarla viva durante una festa e di mangiare poi le sue ceneri insieme ai suoi sottoposti, così si allea con Anna per sabotare il piano. La sera del rogo, mentre i Blu e i Bianchi si stanno preparando, Katia e Anna affogano Angelica in una vasca e il mattino seguente Anna è finalmente libera di andarsene. Una volta arrivata da Pietro, scopre che Astor non è con lui e che purtroppo il ragazzo ha sviluppato i sintomi della Rossa. Insieme intraprendono un lungo viaggio attraverso una Sicilia distrutta, fino a raggiungere l’Etna dove Pietro, ormai in fin di vita, tenta il suicidio invano. Anna, impietosita, lo soffoca con due buste di plastica. Poi, finalmente, ritrova Astor. I due fratelli, nuovamente ricongiunti, si prefiggono l'obiettivo di attraversare lo Stretto di Messina in pedalò per raggiungere il "Continente" e scoprire se davvero qualcuno degli adulti è scampato all'epidemia e ha trovato una cura.

## Puntate
| n° | Titolo                             | Pubblicazione  |
| -- | ---------------------------------- | -------------- |
| 1  | Il bosco ci protegge               | 23 aprile 2021 |
| 2  | Tu devi fare il gelato             | 23 aprile 2021 |
| 3  | Ridono le iene                     | 23 aprile 2021 |
| 4  | Il cinghiale invisibile            | 23 aprile 2021 |
| 5  | I gatti sono superiori             | 23 aprile 2021 |
| 6  | Cose da fare quando la mamma muore | 23 aprile 2021 |

## Personaggi e interpreti

### Personaggi principali
- Anna Salemi, interpretata da Giulia Dragotto (giovane) e da Viviana Mocciaro (bambina).
Ragazza tredicenne che cerca di lasciare la Sicilia e scoprire se l'epidemia ha risparmiato qualcuno.
- Astor, interpretato da Alessandro Pecorella (bambino) e da Nicola Mangano (Astor a tre anni).
Fratellastro di Anna, che cerca in tutti i modi di proteggere.
- Maria Grazia Zanchetta, interpretata da Elena Lietti.
Madre di Anna e Astor.
- Katia la "Picciridduna", interpretata da Roberta Mattei.
È un'abile sarta e l'unica adulta rimasta in vita.
- Pietro, interpretato da Giovanni Mavilla (giovane) e da Ludovico Colnago (bambino).
Amico di Anna che vive in riva ad un lago.
- Angelica, interpretata da Clara Tramontano (giovane) e da Matilde Sofia Fazio (bambina).
Capo dei Blu e dei Bianchi. È una ragazza viziata proveniente da una famiglia benestante.

### Personaggi secondari
- Damiano, interpretato da Corrado Fortuna.
Padre di Astor.
- Marco, interpretato da Giovanni Calcagno.
Padre di Anna.
- Maestra di Anna, interpretata da Chiara Muscato.
Insegnante elementare di Anna.
- Mario e Paolo, interpretati da Danilo e Dario Di Vita.
Gemelli proprietari di un minimarket.
- Padre dei gemelli, interpretato da Tommaso Ragno.
- Ginevra, interpretata da Miriam Dalmazio.
Sorella maggiore di Angelica.
- Biancaneve, interpretata da Sara Ciocca.
Seguace di Angelica e sorvegliante di Anna mentre è in convalescenza.
- Cenerentola, interpretata da Oro De Commarque.
Seguace di Angelica e sorvegliante di Anna mentre è in convalescenza.
- Cappuccetto Rosso, interpretata da Elisa Miccoli.
Seguace di Angelica e sorvegliante di Anna mentre è in convalescenza.
- Madre di Pietro, interpretata da Adele Perna.
- Nucci, interpretato da Vincenzo Masci.
- Scagnozzi, interpretati da Matteo Scaccianoce, Edoardo Diquattro e Karol Russo.
- Saverio, interpretato da Nicola Nocella.
- Il Papa, interpretato da Sergio Albelli.

## Produzione
Le serie è stata girata in Sicilia, tra Bagheria (Villa Valguarnera), Palermo, Messina e nelle zone limitrofe di Santa Teresa di Riva, Gibellina, Salemi e Santa Ninfa. Le riprese iniziarono sei mesi prima dello scoppio dell'epidemia da COVID-19.

## Soundtrack
C'è sia una colonna sonora composta da elementi di musica orchestrale ed elettronica, che è stata pubblicata anche come album nel 2021 ed è stata composta appositamente per la serie, sia una colonna sonora composta da brani noti sia della cultura pop globale che italiana. Il primo è stato registrato o prodotto da Rauelsson e da alcuni attori. Il secondo presenta brani di Alphaville, Loic Soulat, Loredana Bertè, Sophie Hunger e Mercury Rev, tra gli altri.

## Promozione
Il primo teaser trailer della serie è stato diffuso il 14 ottobre 2020.

## Distribuzione
L'intera miniserie è stata resa disponibile il 23 aprile 2021 su Sky Box Sets e in streaming su Now e trasmessa il giorno stesso su Sky Atlantic.